# Ujedinjena Federacija Planeta
Ujedinjena Federacija Planeta (engl. United Federation of Planets; poznata i kao Federacija (engl. The Federation), skraćeno UFP) je izmišljena muđuplanetarna država u TV serijama i filmovima „Zvezdane staze“. Federacija je opisana kao međuzvezdana federalna država sa preko 150 članica i hiljadama kolonija koje se protežu preko 8.000 svetlosnih godina galaksije Mlečni put, uređena kao liberalno-demokratska i ustavna republika. Federacija upravlja svojom vojnom i istraživačkom ustanovom — Zvezdanom flotom. Ujedinjena Federacija Planeta i Zvezdana flota se nalaze u središtu radnje svih serija „Zvezdanih staza“, osim „Zvezdanih staza: Enterprajz“, čija je radnja smeštena u period pre nastanka Federacije.
Federacija se u „Zvezdanim stazama“ pominje još od prve sezone originalne serije. Opisana je kao država koja, makar zvanično, naglasak stavlja na poštovanje vrednosti univerzalne slobode, jednakosti, pravde, mira i saradnje. Osnovana je 2161. na Zemlji, u San Francisku, a osnovale su je četiri vrste: Ljudi, Vulkanci, Andorijanci i Telariti.
Zakonodavna vlast Federacije je poverena Savetu Federacije, čije se sedište nalazi u San Francisku. Izvršna vlast je poverena predsedniku Federacije, čije se sedište nalazi na trgu Konkord u Parizu. Takođe, u okviru Federacije postoji i sudska vlast, a kao najznačajniji sudski organ se ističe Vrhovni sud Federacije. Sedište Zvezdane flote, glavne naučne, diplomatske i odbrambeno-vojne organizacije u Federaciji se nalazi u parku Prezidio u San Francisku.
Federacija povremeno dolazi u vojne sukobe sa Klingoncima, Romulancima, Kardasijancima, Borgom, Dominionom i Brinima.

## Spoljašnje veze
- Ujedinjena Federacija Planeta na vikiju za „Zvezdane staze“ — Memory Alpha (језик: енглески)
- Ujedinjena Federacija Planeta na vikiju za „Zvezdane staze“ — Успомене Алфе (језик: српски)